# Europees kampioenschap hockey mannen 2007/Selecties
Hieronder volgen de selecties van de nationale mannen hockeyploegen die deelnemen aan het Europese kampioenschap hockey 2007. Dit toernooi werd van 19 tot 26 augustus 2007 gehouden in Manchester, Engeland.

## Groep A

### Duitsland
Bondscoach: Markus Weise
| Nr. | Speler               | Pos. | Leeftijd |
| --- | -------------------- | ---- | -------- |
| 1   | Ulrich Bubolz        | GK   | 26       |
| 2   | Christian Schulte    | GK   | 31       |
| 3   | Philip Witte         |      | 23       |
| 4   | Maximilian Müller    |      | 20       |
| 5   | Sebastian Biederlack |      | 25       |
| 7   | Carlos Nevado        |      | 24       |
| 9   | Moritz Fürste        |      | 22       |
| 10  | Jan-Marco Montag     |      | 24       |
| 11  | Sebastian Draguhn    |      | 23       |

| Nr. | Speler             | Pos. | Leeftijd |
| --- | ------------------ | ---- | -------- |
| 13  | Justus Scharowsky  |      | 27       |
| 14  | Tibor Weißenborn   |      | 26       |
| 15  | Benjamin Weß       |      | 22       |
| 16  | Niklas Meinert     |      | 26       |
| 17  | Timo Weß           |      | 25       |
| 19  | Christopher Zeller |      | 22       |
| 22  | Matthais Witthaus  |      | 24       |
| 25  | Philipp Zeller     |      | 24       |
| 32  | Tobias Hauke       |      | 19       |

### Engeland
Bondscoach: Jason Lee
| Nr. | Speler            | Pos. | Leeftijd |
| --- | ----------------- | ---- | -------- |
| 3   | Nick Brothers     | GK   | 23       |
| 4   | Glenn Kirkham     |      | 24       |
| 5   | Richard Alexander |      | 25       |
| 6   | Richard Mantell   |      | 25       |
| 7   | Ashley Jackson    |      | 19       |
| 8   | Simon Mantell     |      | 23       |
| 9   | Martin Jones      |      | 26       |
| 10  | Matt Daly         |      | 23       |
| 11  | Brett Garrard     |      | 30       |

| Nr. | Speler          | Pos. | Leeftijd |
| --- | --------------- | ---- | -------- |
| 12  | Jonty Clarke    |      | 26       |
| 13  | Rob Moore       |      | 26       |
| 15  | Scott Cordon    |      | 27       |
| 17  | Alistair Wilson |      | 23       |
| 18  | Barry Middleton |      | 23       |
| 20  | James Tindall   |      | 24       |
| 21  | Jon Bleby       |      | 27       |
| 24  | Ben Marsden     |      | 27       |
| 25  | James Fair      | GK   | 26       |

### België
Bondscoach: Adam Commens
| Nr. | Speler               | Pos. | Leeftijd |
| --- | -------------------- | ---- | -------- |
| 1   | Cédric De Greve      | GK   | 28       |
| 2   | Xavier Reckinger     |      | 23       |
| 3   | Jérôme Dekeyser      |      | 23       |
| 6   | Loic Vandeweghe      |      | 23       |
| 8   | Thomas Van Den Balck |      | 24       |
| 9   | Maxime Luycx         |      | 24       |
| 11  | Charles Vandereghe   |      | 24       |
| 13  | Gilles Petre         |      | 27       |
| 14  | Philippe Goldberg    |      | 28       |

| Nr. | Speler                 | Pos. | Leeftijd |
| --- | ---------------------- | ---- | -------- |
| 15  | Grégory Gucassoff      |      | 22       |
| 17  | Thomas Briels          |      | 19       |
| 18  | Patrice Houssein       |      | 29       |
| 21  | David Van Rysselberghe | GK   | 20       |
| 23  | Alexandre De Saedeleer |      | 19       |
| 24  | John-John Dohmen       |      | 19       |
| 26  | Benjamin Van Hove      |      | 26       |
| 27  | Amaury De Cock         |      | 26       |
| 28  | Jérôme Truyens         |      | 20       |

### Tsjechië
Bondscoach: Gino Schilders
| Nr. | Speler          | Pos. | Leeftijd |
| --- | --------------- | ---- | -------- |
| 1   | Filip Neusser   | GK   | 25       |
| 2   | Filip Jaroš     |      | 27       |
| 3   | Vojtěch Sládek  |      | 25       |
| 4   | Pavel Barta     |      | 32       |
| 5   | Tomáš Procházka |      | 23       |
| 7   | Stepan Bernatek |      | 26       |
| 8   | Ondrej Vudmaska |      | 22       |
| 9   | Ladislav Cech   |      | 25       |
| 10  | Jakub Kyndl     |      | 21       |

| Nr. | Speler         | Pos. | Leeftijd |
| --- | -------------- | ---- | -------- |
| 11  | Daniel Piterak |      | 20       |
| 12  | Roman Marik    |      | 33       |
| 13  | Richard Kotrc  |      | 33       |
| 15  | Ales Perinka   |      | 28       |
| 16  | Tomas Hanus    | GK   | 23       |
| 17  | Martin Hanus   |      | 20       |
| 18  | Martin Babicky |      | 18       |
| 19  | Martin Toms    |      | 24       |
| 20  | Ondrej Turek   |      | 20       |

## Groep B

### Spanje
Bondscoach: Maurits Hendriks
| Nr. | Speler                     | Pos. | Leeftijd |
| --- | -------------------------- | ---- | -------- |
| 1   | Bernardino Herrera         | GK   | 29       |
| 5   | Francisco Fábregas Monegal |      | 29       |
| 6   | Franc Dinares              |      | 19       |
| 8   | Alex Fábregas              |      | 26       |
| 9   | Pol Amat                   |      | 29       |
| 10  | Eduard Tubau               |      | 26       |
| 12  | Juan Fernández             |      | 22       |
| 13  | Ramón Alegre               |      | 26       |
| 14  | Juan Lainz                 |      | 22       |

| Nr. | Speler           | Pos. | Leeftijd |
| --- | ---------------- | ---- | -------- |
| 15  | Víctor Sojo      |      | 23       |
| 16  | Xavier Ribas     |      | 31       |
| 17  | Albert Sala      |      | 26       |
| 18  | Rodrigo Garza    |      | 27       |
| 20  | Sergi Enrique    |      | 19       |
| 21  | Eduard Arbos     |      | 24       |
| 22  | Francisco Cortes | GK   | 24       |
| 23  | David Alegre     |      | 22       |
| 24  | Roc Oliva        |      | 18       |

### Nederland
Bondscoach: Roelant Oltmans
| Nr. | Speler            | Pos. | Leeftijd |
| --- | ----------------- | ---- | -------- |
| 1   | Geert-Jan Derikx  |      | 26       |
| 2   | Wouter Jolie      |      | 22       |
| 3   | Guus Vogels       | GK   | 32       |
| 4   | Erik Bouwens      |      | 19       |
| 5   | Rob Derikx        |      | 24       |
| 6   | Thomas Boerma     |      | 26       |
| 8   | Ronald Brouwer    |      | 28       |
| 9   | Roderick Weusthof |      | 25       |
| 10  | Taeke Taekema     |      | 27       |
| 11  | Laurence Docherty |      | 27       |
| 12  | Jeroen Delmee     |      | 34       |

| Nr. | Speler               | Pos. | Leeftijd |
| --- | -------------------- | ---- | -------- |
| 13  | Marcel Koeton        | GK   | 27       |
| 14  | Teun de Nooijer      |      | 31       |
| 15  | Eby Kessing          |      | 23       |
| 16  | Floris Evers         |      | 24       |
| 18  | Rob Reckers          |      | 25       |
| 19  | Matthijs Brouwer     |      | 27       |
| 23  | Timme Hoyng          |      | 31       |
| 24  | Robert van der Horst |      | 22       |
| 26  | Jaap Stockmann       | GK   | 23       |
| 27  | Rogier Hofman        |      | 20       |

### Frankrijk
Bondscoach: Bertrand Reynaud
| Nr. | Speler            | Pos. | Leeftijd |
| --- | ----------------- | ---- | -------- |
| 1   | Matthieu Durchon  |      | 26       |
| 3   | Arnaud Becuwe     |      | 26       |
| 4   | Charles Verrier   |      | 27       |
| 6   | Nicolas Musgens   |      | 27       |
| 7   | Christoph Musgens |      | 28       |
| 9   | Martin Genestet   |      | 21       |
| 10  | Frédéric Soyez    |      | 29       |
| 11  | Bastien Dierckens |      | 19       |
| 12  | Thomas Gourdin    |      | 23       |

| Nr. | Speler                 | Pos. | Leeftijd |
| --- | ---------------------- | ---- | -------- |
| 13  | François Scheefer      |      | 20       |
| 14  | Sébastien Jean-Jean    |      | 28       |
| 15  | Joost Jansen           |      | 18       |
| 16  | Arnoud Jansen          |      | 23       |
| 17  | Gérôme Branquart       |      | 23       |
| 18  | Frédéric Verrier       |      | 25       |
| 22  | Antoine Gouedard Comte |      | 25       |
| 30  | Julien Thamin          | GK   | 26       |
| 31  | Maxime Wilson          | GK   | 23       |

### Ierland
Bondscoach: David Passmore
| Nr. | Speler         | Pos. | Leeftijd |
| --- | -------------- | ---- | -------- |
| 2   | Mark Ruddle    | GK   | 26       |
| 3   | Patrick Brown  |      | 31       |
| 5   | Karl Burns     |      | 26       |
| 6   | Ronan Gormley  |      | 24       |
| 8   | Stephen Butler |      | 27       |
| 9   | Mark Gleghorne |      | 22       |
| 10  | Mark Irwin     |      | 30       |
| 11  | John Jermyn    |      | 25       |
| 12  | Eugene Magee   |      | 21       |

| Nr. | Speler          | Pos. | Leeftijd |
| --- | --------------- | ---- | -------- |
| 15  | Graham Shaw     |      | 28       |
| 16  | David Hobbs     |      | 25       |
| 17  | Andy Barbour    |      | 30       |
| 18  | Mark Black      |      | 27       |
| 21  | Timothy Cockram |      | 23       |
| 22  | Phelie Maguire  |      | 23       |
| 23  | Iain Lewers     |      | 23       |
| 24  | Geoff McCabe    |      | 21       |
| 30  | David Harte     | GK   | 19       |

NB: Spelers met een  achter de naam zijn aanvoerders van de ploeg.